# Buenos Aires, Irapuato
Buenos Aires är en ort i Mexiko.   Den ligger i kommunen Irapuato och delstaten Guanajuato, i den centrala delen av landet, 280 km nordväst om huvudstaden Mexico City. Buenos Aires ligger 1 743 meter över havet och antalet invånare är 441.
Terrängen runt Buenos Aires är en högslätt, och sluttar västerut. Runt Buenos Aires är det tätbefolkat, med 790 invånare per kvadratkilometer. Närmaste större samhälle är Irapuato, 14,5 km söder om Buenos Aires. Trakten runt Buenos Aires består till största delen av jordbruksmark.